# Daduḫepa
Daduḫepa oder Duduḫepa war eine hethitische Großkönigin (Tawananna).
Sie war Gemahlin des Großkönigs Tudḫaliya II. sowie Mutter von Tudḫaliya (III.) und Šuppiluliuma I. Bereits unter Tudḫaliya II. Großkönigin, behielt sie ihr Amt während einer eventuellen kurzen Herrschaft Tudḫaliyas III. und zu Beginn der Regierungszeit Šuppiluliumas I. Ihre Nachfolgerin als Großkönigin wurde Šuppiluliumas erste bezeugte Ehefrau Ḫinti.
Nach Auslegung eines kurzen, fragmentarischen  Textes (CTH 214.12.a; KUB 14.2) durch Emil Forrer soll Daduḫepa aus Aḫḫijawa stammen und später bis zum Tode Šuppiluliumas I. dorthin verbannt worden sein. Danach kehrte sie nach Ḫatti zurück. Jedoch gilt Forrers Interpretation des Textes in der moderneren Forschung als „höchst spekulativ“, da im stark fragmentierten Text weder der Name der Großkönigin erhalten ist, noch man dem Text zwingend entnehmen kann, dass sie außer Landes verbannt wurde. Trevor R. Bryce hält es für möglich, dass sich der Text auf Ḫinti, Daduḫepas Nachfolgerin, bezieht.